# زبان مغولی (افغانستان)
مغولی یا مغلی یکی از زبان‌های مغولی بوده‌است که توسط قوم مغول در افغانستان که امروزه بیشتر در ولایت هرات سکونت دارند، صحبت می‌شده‌است. گویشوران این زبان سربازانی بودند که از بقایای ارتش امپراتوری مغول در قرن سیزدهم در منطقه باقی مانده‌بودند. تعداد این مردم تا سال ۱۹۷۰ (میلادی) ۲٬۰۰۰ نفر بوده‌است. این زبان امروزه به گزارش پایگاه اطلاعات کتابشناختی گلاتولوگ نابود شده‌است و گویشوری از آن باقی نمانده‌است

## اشعار مغولی
در سال ۱۹۵۴ میلادی، محقق و انسان‌شناس ژاپنی، شینوبو ایوامورا (به ژاپنی: 岩村忍، Iwamura Shinobu)، در سفر تحقیقاتی، از ولایت غور دیدن کرد. وی در قریه اوبه سه کتاب از فردی که به نام ملا عبدالقادر پسر عبدالروف یاد می‌شد خریداری کرده، با خود به ژاپن برد و به چاپ رساند؛ این محقق در مقدمه یکی از کتاب‌ها از مرگ نویسنده به تاریخ ۱۳۴۸ خبر می‌دهد. آن سه کتاب شامل تاریخ مغول، دست‌نوشته‌ زیرنی—واژه نامه و دستور زبان فارسی - مغولی (به انگلیسی:The Zirni Manuscript: a  Persian - Mongolian Glossary and Grammar) چاپ سال ۱۹۶۱ میلادی و یک دیوان شعری می‌شد. دیوان شعر ملا عبدالقادر دارای اشعاری مغولی بود که وی خود برگردان فارسی آنرا نیز درج کرده بود و به زبان‌های دری، مغولی و عربی مسلط بود.
غریبیدو قچرسو وای نندو
جدایدو واکوسو وای نندو
ایرتوا ویلتوا ایلنوا دیرمن
غژردارا اوژتو وای نندو
برگردان
در غریبی بمانده‌ام وای برمن
در جدایی بمرده‌ام وای برمن
بیاید گریه کنید برسرم خاک ریزید
در زیرزمین بگزاریدام وای برمن
قیار اودبنه دنیا اوژتو
بیدت ببده غمی جور اوژتو
ایمه «قادر» دیره بالم قیامت
عذاب قطان بینه‌فردا اوژتو
برگردان
به بینید دنیا دو روز است
به بینید ما در غم و جور هستیم
بالای همین قادر قیامت می‌شود
به بینید فردا عذاب سختی است
ایره ایره، اردامنی، وسله اوگه، کامنی
عبقرنچی، مامنی، ایره ایره، اردامنی
ساناسی فان، نودمنی، ادورشبان، نودمنی
ندون کی جوگتومنی
صحرا تویا تنمبی وصفی‌چینی کنمبی
چینی الوژ تنمبی ایره ایره، اردامنی
سامان متو نورمنی شیرا به‌غم دوچنی
آه‌گیر ببچه اورمنی ایره ایره ارادمنی
نیکه غریب زار بهبی غمدسه اینکا بهبی
اولازتو فرا بهبی ایره ایره اردامنی
جانمنی غمدورگبه‌منی فغاندوکبه
یاباشم اوگینه ایره ایره اردامنی
شیرینه غمدوکیسنی «قادر» فرهادمتو
اولافتنه ایره ایره اردامنی
برگردان
بیا بیا به‌پیشم از وصل بده کامم
نامم را فراموش کرده‌ای بیا بیا به پیشم
بشنو ناله‌های شب‌ها و روزهای مرا
به‌من نگاه کرده بیا بیا به‌پیش من
در صحراها می‌گردم وصف تورا می‌کنم
تورا اما نمی‌بینم بیا بیا به‌پیشم
من غریب‌زاده‌ام از غم افگار شده‌ام
به کوه‌ها فراری شده‌ام بیا بیا به پیش من
جان من از غم بسوخت به فغانم آورد
نباشم یا باشم بیا بیا به‌پیشم
قادر مانند فرهاد از غم شیرین
دارد کوه می‌کَند بیا بیا به پیش‌من